# 豊都県
豊都県（ほうとけん）は中華人民共和国重慶市に位置する県。

## 歴史
後漢に平都県が設置され、隋代に豊都県と改称された。1380年（洪武13年）、明代により酆都県と改称された。1958年に豊都県と改称され現在に至る。

## 行政区画
下部に2街道、23鎮、5郷を管轄する。
- 街道:三合街道、名山街道
- 鎮:虎威鎮、社壇鎮、三元鎮、許明寺鎮、董家鎮、樹人鎮、十直鎮、高家鎮、興義鎮、双路鎮、江池鎮、竜河鎮、武平鎮、包鸞鎮、湛普鎮、南天湖鎮、保合鎮、興竜鎮、仁沙鎮、竜孔鎮、曁竜鎮、双竜鎮、仙女湖鎮
- 郷:青竜郷、太平壩郷、都督郷、栗子郷、三建郷

## 名所・旧跡・観光スポット
- 豊都鬼城（中国語版）（国家4A級旅遊景区（中国語版））
- 雪玉洞（中国語版）

## 交通

### 鉄道
- 渝利線
  - 豊都駅（中国語版）

### 道路
- 高速道路
  -  銀百高速道路
  -  石渝高速道路（中国語版）
- 国道
  - G348国道（中国語版）
  - G351国道（中国語版）

## 健康・医療・衛生
- 豊都県人民医院
- 豊都県中医院